# Diabolique (film)
Pour les articles homonymes, voir Les Diaboliques.
Pour plus de détails, voir Fiche technique et Distribution.
Diabolique est un film américain réalisé par Jeremiah S. Chechik, sorti en 1996, semi-remake des Les Diaboliques d'Henri-Georges Clouzot de 1955.

## Synopsis
La femme et la maîtresse du directeur d´un collège privé s'associent pour planifier son assassinat.
Mia (Isabelle Adjani)  a abandonné la direction du collège St Anselm à son mari Guy (Chazz Palminteri), dont le principal amusement consiste à la terroriser.
Mia a accepté sous son toit la maîtresse de Guy, Nicole (Sharon Stone), qui enseigne dans le collège.
Un jour que Guy s'est montré plus agressif que de coutume, Mia se réfugie chez Nicole qui lui conseille de ne pas demander le divorce mais d'opter pour une solution plus définitive.
Elles le droguent puis le noient dans la baignoire...

## Fiche technique
- Titre : Diabolique
- Titre original : Diabolique
- Réalisation : Jeremiah S. Chechik
- Scénario : Don Roos, d'après Les Diaboliques, adaptation par Henri-Georges Clouzot du roman Celle qui n'était plus de Boileau-Narcejac
- Production : James G. Robinson et Marvin Worth
- Musique : Randy Edelman et Marco Marinangeli
- Costumes : Michael Kaplan
- Photographie : Peter James
- Montage : Carol Littleton
- Pays d'origine : États-Unis
- Format : Couleurs - 1,85:1 - SDDS - 35 mm
- Genre : Drame, thriller
- Durée : 107 minutes
- Dates de tournage : 25 juillet 1995 au 15 octobre 1995
- Dates de sortie : 
  - États-Unis : 22 mars 1996
  - France : 22 mai 1996

## Distribution
- Sharon Stone (VF : Micky Sébastian ; VQ : Anne Dorval) : Nicole Horner
- Isabelle Adjani (VF : elle-même ; VQ : Violette Chauveau) : Mia Baran
- Chazz Palminteri (VQ : Mario Desmarais) : Guy Baran
- Kathy Bates (VQ : Madeleine Arsenault) : Détective Shirley Vogel
- Spalding Gray : Simon Veatch
- Shirley Knight : Edie Danziger
- Allen Garfield : Leo Katzman
- Adam Hann-Byrd : Erik Pretzer

## Distinctions et récompenses
- 1997 : Award of Distinction de l'Australian Cinematographers Society pour Peter James
- 1997 : Nomination de Sharon Stone aux Razzie Awards dans la catégorie Worst New Star (également pour son film Dernière Danse).